# برادران (مجموعه تلویزیونی ۱۹۵۶)
برادران از تلویزیون آمریکایی در ژانر کمدی موقعیت از شبکه سی‌بی‌اس در درازای سال‌های ۱۹۵۶ تا ۱۹۵۷ میلادی پخش شده‌است. قسمت‌های تکراری از برادران نیز از سی‌بی‌اس در طول تابستان ۱۹۵۸ در هفته-جایگزین به صورت متناوب پخش شد.

## خلاصه داستان
برادران در مورد ماجراهای کوچک از جعبه برادران گیل و هاروی که متعلق به یک استودیو عکاسی در سان فرانسیسکو است. هاروی برادر تهاجمی تر و از خود راضی بود در حالی که گیل مرد خجالتی که خوشبختانه اجازه برادر بزرگ خود را در همه چیز داشت.

## بازیگران
| بازیگر              | نقش                 |
| ------------------- | ------------------- |
| گوردون گیل          | هاروی جعبه          |
| باب سوئینی          | گیلمور "Gilly" جعبه |
| باربارا Billingsley | باربارا             |
| ان Morriss          | دکتر مارگارت Kleeb  |
| نانسی هدلی          | Marilee Dorf        |
| الیور بلیک          | کارل Dorf           |
| رابین هیوز          | Barrington, جراحی   |
| هوارد McNear        | Captain Sam Box     |

## قسمت
| Ep # | عنوان                        | Airdate         |
| ---- | ---------------------------- | --------------- |
| ۱    | "Gilly تولد"                 | اکتبر ۲، ۱۹۵۶   |
| ۲    | "Dorf عکس ماشین"             | اکتبر ۹، ۱۹۵۶   |
| ۳    | "اجاره اتاق زیر شیروانی"     | اکتبر ۱۶، ۱۹۵۶  |
| ۴    | "اجتماعی کوهنورد"            | اکتبر ۲۳، ۱۹۵۶  |
| ۵    | "Class Reunion"              | ۳۰ اکتبر ۱۹۵۶   |
| ۶    | "چهارگوش"                    | ۶ نوامبر ۱۹۵۶   |
| ۷    | "دختران،"                    | نوامبر ۱۳، ۱۹۵۶ |
| ۸    | "کاپیتان سام گواهی نامه شام" | ۲۰ نوامبر ۱۹۵۶  |
| ۹    | "نوزادان"                    | نوامبر ۲۷، ۱۹۵۶ |
| ۱۰   | "هاروی"                      | ۴ دسامبر ۱۹۵۶   |
| ۱۱   | "جعبه پارک"                  | دسامبر ۱۸، ۱۹۵۶ |
| ۱۲   | "داستان کریسمس"              | ۲۵ دسامبر ۱۹۵۶  |
| ۱۳   | "ماجراجویی گیلی"             | ۱ ژانویه ۱۹۵۷   |
| ۱۴   | "شجاع"                       | ژانویه ۸، ۱۹۵۷  |
| ۱۵   | "له"                         | ژانویه ۱۵، ۱۹۵۷ |
| ۱۶   | "زندانی عشق"                 | ۲۲ ژانویه ۱۹۵۷  |
| ۱۷   | "باشگاه اجتماعی"             | ژانویه ۲۹، ۱۹۵۷ |
| ۱۸   | "گیلی سرمایه گذاری"          | فوریه ۵، ۱۹۵۷   |
| ۱۹   | "گیلی و ستاره فیلم"          | فوریه ۱۲، ۱۹۵۷  |
| ۲۰   | "مهمان ناخوانده"             | فوریه ۲۶، ۱۹۵۷  |
| ۲۱   | "توقف که Bookmaking تا سه"   | ۵ مارس ۱۹۵۷     |
| ۲۲   | "پیک نیک"                    | مارس ۱۲، ۱۹۵۷   |
| ۲۳   | "یک عضله برای هاروی"         | ۱۹ مارس ۱۹۵۷    |
| ۲۴   | "فراری"                      | مارس ۲۶، ۱۹۵۷   |